# Mark Wills
Mark Wills, pseudonimo di Daryl Mark Williams (Cleveland, 8 agosto 1973), è un cantautore statunitense.

## Biografia
Sotto contratto con la Mercury Records tra il 1996 ed il 2003, ha pubblicato cinque album in studio (Mark Wills, Wish You Were Here, Permanently, Loving Every Minute, And the Crowd Goes Wild) e la raccolta Greatest Hits. In questo arco di tempo, ha pubblicato inoltre singoli sedici country che entrarono nella classifica Billboard. Dopo aver lasciato la Mercury nel 2003, ha firmato per Equity Music Group e pubblicato tre singoli. Due di questi sono stati successivamente inclusi nel suo sesto album in studio, Familiar Stranger, che venne pubblicato dall'etichetta Tenacity nel 2008.
Dei suoi album, Wish You Were Here fu quello che vendette più copie, conquistando un disco di platino dalla Recording Industry Association of America. La title track dell'album divenne, nel 1999, la sua prima numero uno, insieme a 19 Somethin' del 2003. Oltre a questi, altri sei dei suoi singoli hanno raggiunto Top Ten della classifica: il suo singolo di debutto Jacob's Ladder, Places I've Never Been, I Do (Cherish You), Don't Laugh at Me, She's in Love e una cover del brano di Brian McKnight Back in One.

## Discografia
- 1996 – Mark Wills
- 1998 – Wish You Were Here
- 2000 – Permanently
- 2001 – Loving Every Minute
- 2003 – And the Crowd Goes Wild
- 2008 – Familiar Stranger
- 2011 – Looking for America